# Mantella
Mantella és un gènere de granotes de la família Mantellidae endèmic de Madagascar.

## Taxonomia
- Mantella aurantiaca
- Mantella baroni
- Mantella bernhardi
- Mantella betsileo
- Mantella cowanii
- Mantella crocea
- Mantella ebenaui
- Mantella expectata
- Mantella haraldmeieri
- Mantella laevigata
- Mantella madagascariensis
- Mantella manery
- Mantella milotympanum
- Mantella nigricans
- Mantella pulchra
- Mantella viridis